# Граждански шрифт
Гражданският шрифт (на руски: Гражда́нский шрифт), или както е по-популярен като Руска азбука или Руска кирилица, е модификация на кирилицата, въведена от руския цар Петър I в периода 1708 – 1710 г. Целта на реформата е била да се доближи външният облик на руските книги до западноевропейските книги от онова време, тоест раннобароковата френско-италианска антиква.
През януари 1707 г. по чернова, съставена вероятно от самия Петър I, армейският щабен художник Куленбах съставя чертежи на тридесет и две малки и четири главни (А, Д, Е, Т) букви. Пълният комплект на шрифта по рисунките на Куленбах е поръчан в Амстердам в печатницата на беларуския майстор Иля Копиевич.
На 1 януари 1708 г. Петър подписва следния указ: „ (...) с изпратената от холандската земя, от града Амстердам азбука, съставена от изкусни в печатното дело люде, да се напечати книгата Геометрия на руски език… и другите граждански книги също да се печатат със същата азбука.“
По същество новият шрифт е типографско адаптиране на използваната дотогава славянска писменост към латинското писмо използвано тогава (антиква). Премахнати са писането на ударения и титли, както и различните изписвания на букви в началото и средата на думите, въведена е западноевропейската пунктуация. Главните букви са уеднаквени с подобните по външен вид латински букви, а характерните за кирилицата букви получават нова форма в стила на латинската типография. Изхвърлени са буквите ѡ, ѯ, ѱ, ѵ, Ȣ. В първоначалната версия са изхвърлени и буквите з и и, които се пишат като s и i, но след няколко години биват възстановени. Буквата Ѧ е заменена с Я, произлизаща от ръкописната форма на Ѧ, но и съвпадаща огледално с латинско R. Освен това са въведени и арабските цифри за означаване на числа, които заменят използвания дотогава кирилски цифри. Ръкописният вариант на гражданския шрифт се развива към втората половина на 18 век.
Малките букви до голяма степен копират големите. В първата версия, малките букви „д“, „п“ и „т“ се пишат аналогично на латинските g, n, m, но скоро биват заместени с малки версии на главните си варианти. В резултат на това, всички характерни само за кирилицата букви имат една и съща форма като малки и главни букви, с изключение на „б“. Липсата на разлики между малките и главните букви е основна разлика между кирилицата и латиницата (а също и гръцката азбука), където малките букви са базирани на курсивни/писмени версии на буквите.
През първата четвърт на 19 век гражданската азбука е възприета в Сърбия и България и постепенно измества църковнославянската такава. Реформите на Вук Караджич приемат гражданската азбука в леко променен вид (изхвърлени са буквите Я (неправилно означаваща йотирано а в гражданската азбука, Ю, Щ и Ъ) и се въвежда буквата J от латиницата за означаване на йотация, която буква става повсеместно известна като Копитарица. В българския език гражданската азбука се приема без изменения (с изключение на буквите Ы и Э), като обаче са добавени липсващите букви от гражданската азбука – Ѫ, Ѭ, впоследствие изхвърлени в резултат на различни реформи. От края на 50-те години на XX век българската художествена типографска школа, начело с проф. Васил Йончев, поставя началото на развитието на нова графична форма на кирилицата, популярна в България и по света като българска кирилица.
Реформата на Петър I променя коренно развитието на руската азбука и на кирилицата като цяло. Развитието на кирилицата прескача ренесансовия период от развитието на типографията в Западна Европа и от средновековния етап, на който се намира дотогава, е изравнено с къснобароковата латинска типография. Премахната е генетичната връзка на кирилицата с гръцката азбука, в резултат на която в продължение на векове кирилските следват гръцката типографска традиция.